# التنس في الألعاب الأولمبية الصيفية 2004 – فردي السيدات
دورة الألعاب الأولمبية الصيفية 2004، فازت البلجيكية جوستين هينان على الفرنسية أميلي موريسمو في النهائي بنتيجة 6–3وكانت هذه الميدالية الذهبية الوحيدة لبلجيكا في أولمبياد 2004. خسرت هينين مجموعة واحدة فقط خلال البطولةأمام الروسية أناستاسيا ميسكينا في الدور نصف النهائي.  وفي مباراة الميدالية البرونزيةفازت الأسترالية أليسيا موليك على ميسكينا 6-3 و6-4. وكانت الميداليات هي الأولى في فردي السيدات لبلجيكا وأستراليا، والأولى لفرنسا منذ عام 1924. إنتهت سلسلة الميداليات الذهبية التي حققتها الولايات المتحدة في ثلاث مباريات في هذا الحدث مع عدم وصول أي لاعب أمريكي إلى ربع النهائي.